# Campionato georgiano di calcio
Il campionato georgiano di calcio (საქართველოს ფეხბურთი) ha come primo livello la Erovnuli Liga.
Questa è formata da dieci squadre: le squadre si affrontano in un girone all'italiana quattro volte, per un totale di trentasei partite. Al termine del campionato, la squadra prima classificata è dichiarata campione di Georgia ed ammessa ai preliminari della UEFA Champions League. La seconda e la terza classificata vengono ammesse al primo turno preliminare della UEFA Conference League. La squadra vincitrice della coppa nazionale, ammessa al primo turno preliminare della UEFA Europa League, si classifica al secondo o terzo posto, l'accesso al primo turno di Conference League va a scalare . L'ultima classificata viene retrocessa in Erovnuli Liga 2, mentre l'ottava e la nona classificate disputano uno spareggio promozione/retrocessione contro la seconda e la terza classificate in Erovnuli Liga 2 per due posti in massima serie.
La squadra più titolata del massimo campionato è la Dinamo Tbilisi.

## Attuale sistema
Ai primi tre livelli troviamo:
| Livelli | Divisioni                                         | Divisioni                                         | Divisioni                                         | Divisioni                                         | Divisioni                                         | Divisioni                                         | Divisioni                                       | Divisioni                                       | Divisioni                                       | Divisioni                                       | Divisioni                                       | Divisioni                                       | Divisioni                                       | Divisioni                                       | Divisioni                                       | Divisioni                                       | Divisioni                                       | Divisioni                                       | Divisioni                                       | Divisioni                                       |
| ------- | ------------------------------------------------- | ------------------------------------------------- | ------------------------------------------------- | ------------------------------------------------- | ------------------------------------------------- | ------------------------------------------------- | ----------------------------------------------- | ----------------------------------------------- | ----------------------------------------------- | ----------------------------------------------- | ----------------------------------------------- | ----------------------------------------------- | ----------------------------------------------- | ----------------------------------------------- | ----------------------------------------------- | ----------------------------------------------- | ----------------------------------------------- | ----------------------------------------------- | ----------------------------------------------- | ----------------------------------------------- |
| 1       | Erovnuli Liga 10 squadre da 1 a 3 retrocessioni   | Erovnuli Liga 10 squadre da 1 a 3 retrocessioni   | Erovnuli Liga 10 squadre da 1 a 3 retrocessioni   | Erovnuli Liga 10 squadre da 1 a 3 retrocessioni   | Erovnuli Liga 10 squadre da 1 a 3 retrocessioni   | Erovnuli Liga 10 squadre da 1 a 3 retrocessioni   | Erovnuli Liga 10 squadre da 1 a 3 retrocessioni | Erovnuli Liga 10 squadre da 1 a 3 retrocessioni | Erovnuli Liga 10 squadre da 1 a 3 retrocessioni | Erovnuli Liga 10 squadre da 1 a 3 retrocessioni | Erovnuli Liga 10 squadre da 1 a 3 retrocessioni | Erovnuli Liga 10 squadre da 1 a 3 retrocessioni | Erovnuli Liga 10 squadre da 1 a 3 retrocessioni | Erovnuli Liga 10 squadre da 1 a 3 retrocessioni | Erovnuli Liga 10 squadre da 1 a 3 retrocessioni | Erovnuli Liga 10 squadre da 1 a 3 retrocessioni | Erovnuli Liga 10 squadre da 1 a 3 retrocessioni | Erovnuli Liga 10 squadre da 1 a 3 retrocessioni | Erovnuli Liga 10 squadre da 1 a 3 retrocessioni | Erovnuli Liga 10 squadre da 1 a 3 retrocessioni |
| 2       | Erovnuli Liga 2 10 squadre da 1 a 3 retrocessioni | Erovnuli Liga 2 10 squadre da 1 a 3 retrocessioni | Erovnuli Liga 2 10 squadre da 1 a 3 retrocessioni | Erovnuli Liga 2 10 squadre da 1 a 3 retrocessioni | Erovnuli Liga 2 10 squadre da 1 a 3 retrocessioni | Erovnuli Liga 2 10 squadre da 1 a 3 retrocessioni |                                                 |                                                 |                                                 |                                                 |                                                 |                                                 |                                                 |                                                 |                                                 |                                                 |                                                 |                                                 |                                                 |                                                 |
| 3       | Meore Liga 10 club da 1 a 2 promozioni            | Meore Liga 10 club da 1 a 2 promozioni            | Meore Liga 10 club da 1 a 2 promozioni            | Meore Liga 10 club da 1 a 2 promozioni            | Meore Liga 10 club da 1 a 2 promozioni            | Meore Liga 10 club da 1 a 2 promozioni            |                                                 |                                                 |                                                 |                                                 |                                                 |                                                 |                                                 |                                                 |                                                 |                                                 |                                                 |                                                 |                                                 |                                                 |
| 4       | campionati regionali                              | campionati regionali                              | campionati regionali                              | campionati regionali                              | campionati regionali                              | campionati regionali                              | campionati regionali                            | campionati regionali                            | campionati regionali                            | campionati regionali                            | campionati regionali                            | campionati regionali                            |                                                 |                                                 |                                                 |                                                 |                                                 |                                                 |                                                 |                                                 |